# انتخابات مجلس الأمن التابع للأمم المتحدة 2000
أُجريت انتخابات مجلس الأمن التابع للأمم المتحدة لعام 2000 في 10 أكتوبر 2000 في مقر الأمم المتحدة في مدينة نيويورك خلال الدورة الخامسة والخمسين للجمعية العامة للأمم المتحدة. انتخبت الجمعية العامة كولومبيا وأيرلندا وموريشيوس والنرويج وسنغافورة (لأول مرة) أعضاءً غير دائمين في مجلس الأمن التابع للأمم المتحدة لمدة سنتين تبدأ في 1 يناير 2001.

## القواعد
يتألف مجلس الأمن من 15 مقعدًا، يشغلها خمسة أعضاء دائمين وعشرة أعضاء غير دائمين. وفي كل عام، يتم انتخاب نصف الأعضاء غير الدائمين لمدة عامين.   ولا يجوز للعضو الحالي أن يترشح على الفور لإعادة انتخابه. 
وفقًا للقواعد التي يتم بموجبها تناوب المقاعد العشرة غير الدائمة في مجلس الأمن بين الكتل الإقليمية المختلفة التي تقسم إليها الدول الأعضاء في الأمم المتحدة تقليديًا لأغراض التصويت والتمثيل،  يتم تخصيص المقاعد الخمسة المتاحة على النحو التالي: 
- مقعد للدول الإفريقية
- مقعد لبلدان المجموعة الآسيوية (الآن مجموعة آسيا والمحيط الهادئ)[6]
- مقعد لأمريكا اللاتينية ومنطقة البحر الكاريبي
- مقعدان لمجموعة دول أوروبا الغربية ودول أخرى

## المرشحون
وكان هناك ما مجموعه سبعة مرشحين للمقاعد الخمسة. وسوف تتنافس كولومبيا وسنغافورة دون معارضة على المقعد الواحد المخصص لمجموعة دول أمريكا اللاتينية والكاريبي والمجموعة الآسيوية، على التوالي. بالنسبة للمجموعة الأفريقية، تنافس السودان وموريشيوس على المقعد، حيث كان السودان هو المرشح المعتمد للمجموعة. وكان هناك ثلاثة مرشحين لمقعدي أوروبا الغربية: أيرلندا وإيطاليا والنرويج.

## النتائج
وتم التصويت بالاقتراع السري. بالنسبة لكل مجموعة جغرافية، يمكن لكل دولة عضو التصويت لصالح أكبر عدد ممكن من المرشحين الذين سيتم انتخابهم. وكان هناك 173 بطاقة اقتراع في كل من الانتخابات الثلاثة. كان مطلوبًا من المرشحين جمع دعم بنسبة الثلثين من جميع الدول المصوتة. أي أن العدد الدقيق للثلثين يتم تحديده دون الممتنعين عن التصويت والأصوات الباطلة.

### المجموعتين الأفريقية والآسيوية
| نتائج انتخابات الدول الأفريقية والآسيوية | نتائج انتخابات الدول الأفريقية والآسيوية | نتائج انتخابات الدول الأفريقية والآسيوية | نتائج انتخابات الدول الأفريقية والآسيوية | نتائج انتخابات الدول الأفريقية والآسيوية |
| ---------------------------------------- | ---------------------------------------- | ---------------------------------------- | ---------------------------------------- | ---------------------------------------- |
| الدولة                                   | الجولة الأولى                            | الجولة الثانية                           | الجولة الثالثة                           | الجولة الرابعة                           |
| سنغافورة                                 | 168                                      | -                                        | -                                        | -                                        |
| موريشيوس                                 | 95                                       | 102                                      | 110                                      | 113                                      |
| السودان                                  | 69                                       | 65                                       | 58                                       | 55                                       |
| ممتنعون                                  | 1                                        | 6                                        | 4                                        | 5                                        |
| بطاقات الاقتراع الباطلة                  | 0                                        | 0                                        | 1                                        |                                          |
| الأغلبية المطلوبة                        | 115                                      | 112                                      | 112                                      | 112                                      |

### مجموعة أمريكا اللاتينية ومنطقة البحر الكاريبي
| نتائج انتخابات مجموعة أمريكا اللاتينية ومنطقة البحر الكاريبي | نتائج انتخابات مجموعة أمريكا اللاتينية ومنطقة البحر الكاريبي |
| ------------------------------------------------------------ | ------------------------------------------------------------ |
| الدولة                                                       | الجولة الأولى                                                |
| كولومبيا                                                     | 168                                                          |
| ممتنعون                                                      | 5                                                            |
| بطاقات الاقتراع الباطلة                                      | 1                                                            |
| الأغلبية المطلوبة                                            | 115                                                          |

### مجموعة أوروبا الغربية ودول أخرى
| نتائج انتخابات مجموعة أوروبا الغربية ودول أخرى | نتائج انتخابات مجموعة أوروبا الغربية ودول أخرى | نتائج انتخابات مجموعة أوروبا الغربية ودول أخرى | نتائج انتخابات مجموعة أوروبا الغربية ودول أخرى | نتائج انتخابات مجموعة أوروبا الغربية ودول أخرى |
| ---------------------------------------------- | ---------------------------------------------- | ---------------------------------------------- | ---------------------------------------------- | ---------------------------------------------- |
| الدولة                                         | الجولة الأولى                                  | الجولة الثانية                                 | الجولة الثالثة                                 | الجولة الرابعة                                 |
| أيرلندا                                        | 130                                            | -                                              | -                                              | -                                              |
| النرويج                                        | 114                                            | 100                                            | 110                                            | 115                                            |
| إيطاليا                                        | 94                                             | 70                                             | 62                                             | 57                                             |
| ممتنعون                                        | 0                                              | 2                                              | 1                                              | 1                                              |
| بطاقات الاقتراع الباطلة                        | 0                                              | 1                                              | 0                                              | 0                                              |
| الأغلبية المطلوبة                              | 116                                            | 114                                            | 115                                            | 115                                            |

## روابط خارجية
- بيان صحفي لوثيقة الأمم المتحدة GA/9784
- مكتب الأمم المتحدة في دائرة الإعلام في فيينا